# Шарово
Шаро́во (рос. Шарово) — село у складі Новокузнецького району Кемеровської області, Росія. Входить до складу Кузедеєвського сільського поселення.

## Населення
Населення — 2 особи (2010; 4 у 2002).
Національний склад (станом на 2002 рік):
- росіяни — 100 %